# Primavera Europea
Primavera Europea és una coalició política creada per a les eleccions al Parlament Europeu de 2014 que integren Compromís, Equo, Chunta Aragonesista, Por un Mundo Más Justo, Partido Castellano, Coalición Caballas, Democracia Participativa i Socialistes Independents d'Extremadura (SIEX). La candidatura va obtenir al conjunt de l'estat un total de 299.602 vots que es traduïren en un escó.

## Candidatura
La candidatura va ser encapçalada per Jordi Sebastià, de Compromís, amb Florent Marcellesi, d'Equo, com a número 2.

### Candidats
Els primers llocs de la candidatura són els següents:
1. Jordi Sebastià (Compromís)
2. Florent Marcellesi (Equo)
3. Ángela Labordeta (Chunta Aragonesista)[9]
4. Reyes Montiel (Equo)
5. Miguel Prados (Democracia Participativa)[10]
6. Esther Moreno (Partido Castellano)
7. Miguel Ángel Vázquez (Por un Mundo Más Justo)
8. Dolors Ripoll (Compromís)
9. Guillermo Rodríguez (Equo)
10. Pilar Barrientos (Socialistas Independientes de Extremadura)

### Composició
| Partit | Partit                                        | Partit |
| ------ | --------------------------------------------- | ------ |
|        | Coalició Compromís (Compromís)                |        |
|        | Equo (Equo)                                   |        |
|        | Chunta Aragonesista (CHA)                     |        |
|        | Democràcia Participativa (Participa)          |        |
|        | Partido Castellano (PCAS)                     |        |
|        | Per Un Món Més Just (PUM+J)                   |        |
|        | Socialistes Independents d'Extremadura (SIEx) |        |
|        | Coalició Caballas (Caballas)                  |        |

### Nom per territori de l'Estat espanyol

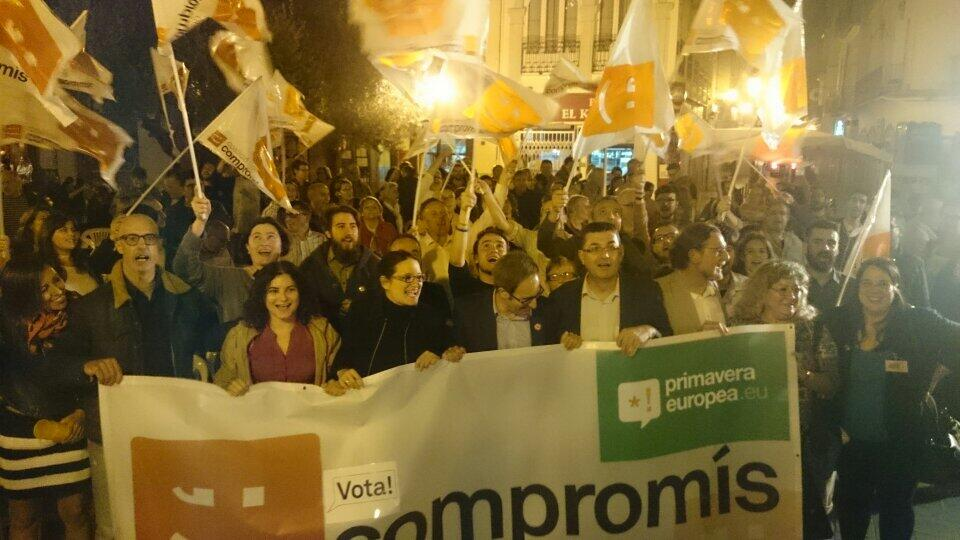
Inici de la Campanya electoral de la Coalició Compromís-Primavera Europea.

A tot l'estat es presenta la mateixa llista, si bé no a totes les comunitats autònomes amb el mateix nom per a la candidatura.
| Territori         | Denominació                                             |
| ----------------- | ------------------------------------------------------- |
| Andalusia         | EQUO-PUM+J-PARTICIPA (Primavera Europea)                |
| Aragó             | CHA-EQUO (Primavera Europea)                            |
| Astúries          | EQUO-PUM+J (Primavera Europea)                          |
| Canàries          | EQUO-PUM+J (Primavera Europea)                          |
| Cantàbria         | EQUO-PUM+J (Primavera Europea)                          |
| Castella-La Manxa | EQUO-PCAS-PUM+J (Primavera Europea)                     |
| Castella i Lleó   | EQUO-PCAS-PUM+J (Primavera Europea)                     |
| Catalunya         | EQUO-COMPROMÍS-SÍEX-PUM+J-PARTICIPA (Primavera Europea) |
| Ceuta             | EQUO-CABALLAS (Primavera Europea)                       |
| País Valencià     | COALICIÓ COMPROMÍS (Primavera Europea)                  |
| Extremadura       | EQUO-SÍEX-PUM+J (Primavera Europea)                     |
| Galícia           | EQUO-PUM+J-PARTICIPA (Primavera Europea)                |
| Illes Balears     | EQUO-COMPROMÍS-PUM+J (Primavera Europea)                |
| La Rioja          | EQUO-PUM+J (Primavera Europea)                          |
| Madrid            | EQUO-PUM+J-PCAS (Primavera Europea)                     |
| Melilla           | EQUO-PUM+J (Primavera Europea)                          |
| Múrcia            | EQUO-PUM+J (Primavera Europea)                          |
| Navarra           | EQUO-PUM+J (Primavera Europea)                          |
| País Basc         | EQUO-PUM+J (Primavera Europea)                          |

## Resultats electorals
| Parlament Europeu |         |       |     |        |     |
| Any               | Vots    | %     | Pos | Escons | +/– |
| 2014              | 302,266 | 1.92% | 10è | 1 / 54 | 1   |